# Banc d'Arguin (Mauritanie)
Pour les articles homonymes, voir Banc d'Arguin.
Ne doit pas être confondu avec Île d'Arguin.
Le banc d'Arguin est un ensemble de bancs de sable situés en Mauritanie, dans le golfe d'Arguin. Les bancs sont en partie inclus dans le parc national homonyme pour sa partie orientale.
Le banc est rendu célèbre par le naufrage de la frégate Méduse le 2 juillet 1816, dont le devenir des rescapés est immortalisé par un tableau de Géricault.

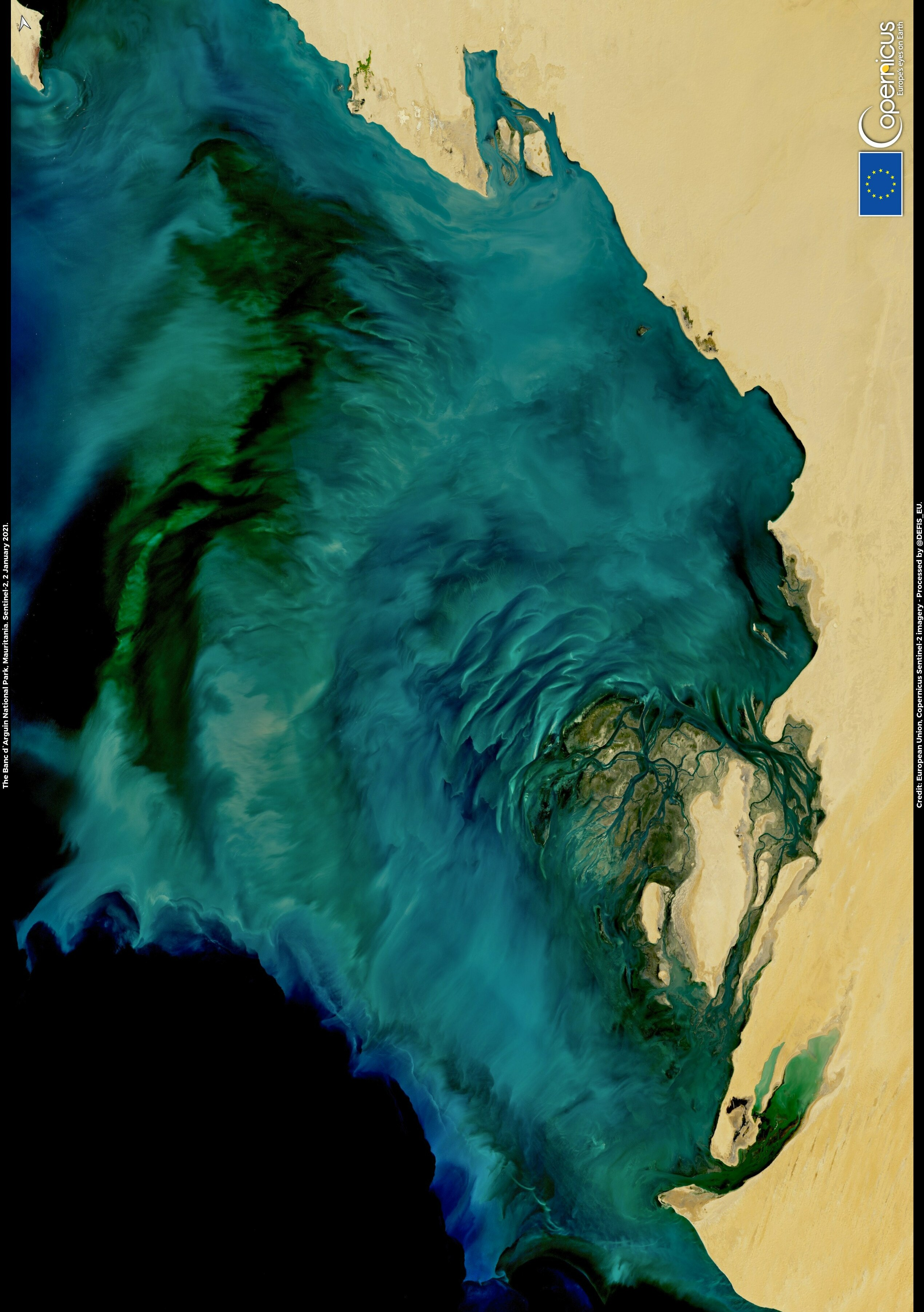
Image satellite du banc d'Arguin en 2021 par Sentinel-2.

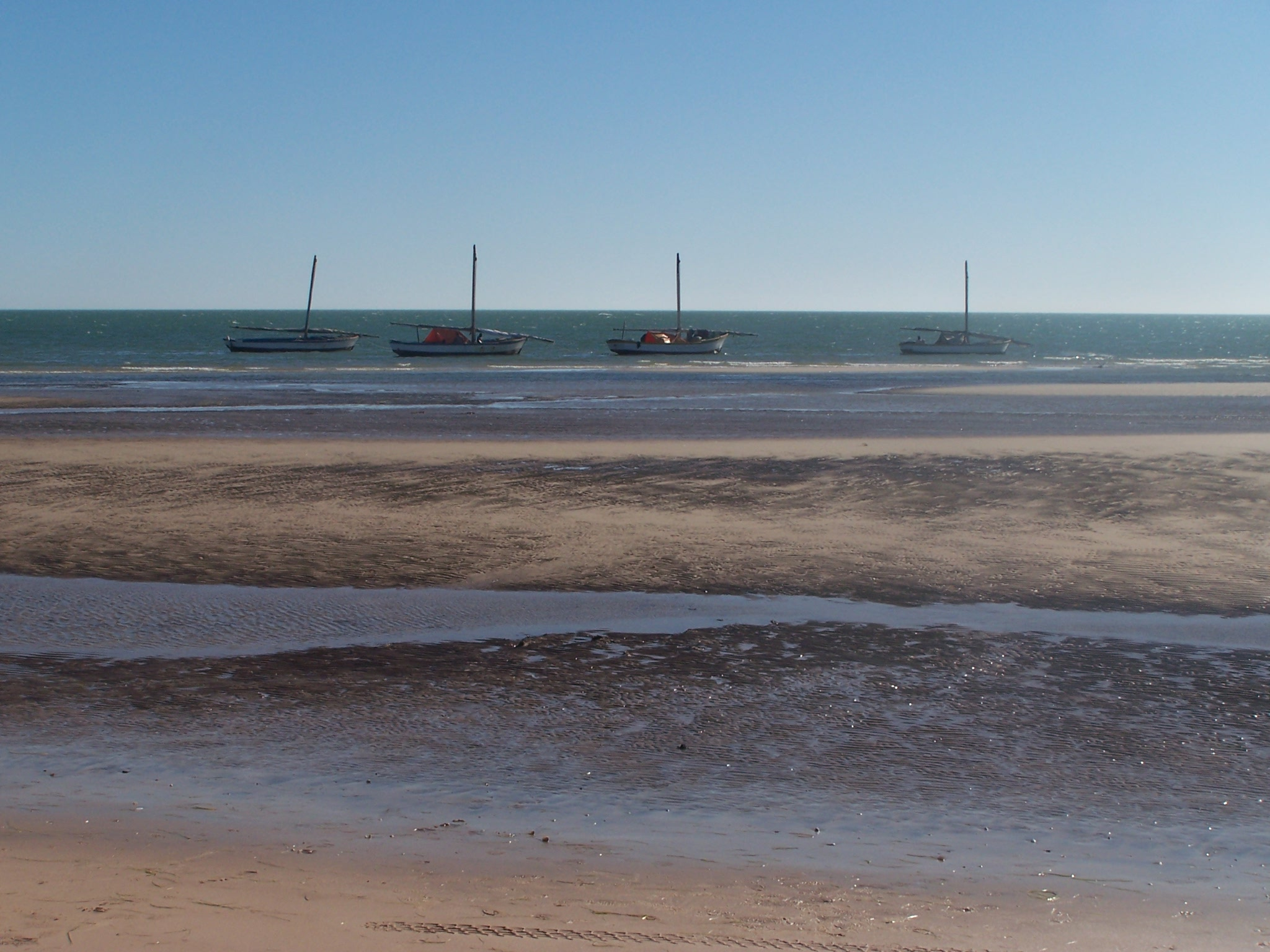
Bateaux de pêcheurs sur le rivage du golfe d'Arguin.